# Setodes samphulla
Setodes samphulla är en nattsländeart som beskrevs av Schmid 1987. Setodes samphulla ingår i släktet Setodes och familjen långhornssländor. Inga underarter finns listade i Catalogue of Life.